# Łukasz Zbonikowski
Łukasz Zbonikowski (Toruń; 20 de Fevereiro de 1978 — ) é um político da Polónia. Ele foi eleito para a Sejm em 25 de Setembro de 2005 com 7209 votos em 5 no distrito de Toruń, candidato pelas listas do partido Prawo i Sprawiedliwość.